# Lorraine Bracco
Lorraine Bracco (Bay Ridge, New York, 2. listopada 1954.) američka je glumica. Najpoznatija je po ulogama Karen Hill u Dobrim momcima i dr. Jennifer Melfi iz HBO-ove televizijske serije Obitelj Soprano.

## Vanjske poveznice
- Lorraine Bracco u internetskoj bazi filmova IMDb-u (engl.)